# Corno di Tramin
Il Corno di Tramin (2.708 m s.l.m. - Tagewaldhorn in tedesco) è una montagna delle Alpi Retiche orientali (sottosezione Alpi Sarentine).
Si trova poco a nord della Cima San Giacomo.
È possibile salire sulla vetta passando dal Rifugio Forcella Vallaga.